# Pomacentrus simsiang
Pomacentrus simsiang és una espècie de peix de la família dels pomacèntrids i de l'ordre dels perciformes que es troba a Indonèsia, les Filipines, Palau, Papua Nova Guinea, Salomó, Vanuatu, Taiwan, Illes Ryukyu i Nova Caledònia.
Els mascles poden assolir els 7 cm de longitud total.